# Euroregion Niemen
Euroregion Niemen – euroregion utworzony 6 czerwca 1997 na zasadzie trójstronnego porozumienia między Polską, Litwą oraz Białorusią. Powstał w celu współpracy regionów, intensyfikacji kontaktów społecznych, gospodarczych i politycznych. Obszary te łączy wspólne dziedzictwo geograficzne, historyczne, kulturowe oraz podobna tradycja.

## Historia
Inicjatywa utworzenia euroregionu pojawiła się na początku 1995 roku w Deklaracji II Bałtyckiego Forum Gospodarczego, a w listopadzie podpisano porozumienie o utworzeniu Biura Euroregionu Niemen. W dniu 6 czerwca 1997 roku w Augustowie „Porozumienie o utworzeniu Związku Transgranicznego Euroregion Niemen”, podpisali przedstawiciele strony polskiej, białoruskiej i litewskiej. 4 kwietnia 2002 roku w Białymstoku przyjęto w skład Związku obwód królewiecki Federacji Rosyjskiej.
Celem podpisania „Porozumienia o utworzeniu Związku Transgranicznego Euroregionu Niemen” jest rozwój współpracy regionów przygranicznych w następujących dziedzinach: 
- wszechstronnego rozwoju ekonomicznego
- zagospodarowania przestrzennego
- infrastruktury publicznej
- oświaty, ochrony zdrowia, kultury, sportu i turystyki
- ochrony środowiska
- likwidacji zagrożeń i klęsk żywiołowych
- rozwijania kontaktów między mieszkańcami obszarów przygranicznych oraz współpracy instytucjonalnej, a także współpracy podmiotów gospodarczych.

W ramach Euroregionu Niemen istnieją grupy robocze: gospodarcza, turystyczna, ds. ochrony środowiska, ds. społecznych, ds. gospodarki przestrzennej.

## Władze Związku Transgranicznego
- Rada Związku
- Prezydium Rady Związku
- Sekretariat Związku
- Komisja Rewizyjna jest organem kontrolnym władz Związku

Ostatnie posiedzenie Rady Związku Transgranicznego Euroregionu Niemen odbyło się 5 marca 2014 roku w Białymstoku.

## Skład Związku Transgranicznego
- strona polska – to Stowarzyszenie „Euroregion Niemen” – samorządy rejonu województwa podlaskiego i warmińsko-mazurskiego, które wyraziły chęć przystąpienia
- strona litewska – rejony Alytus, Mariampol i Wilno
- strona białoruska – rejon obwód grodzieński
- strona rosyjska – rejony Czerniachowsk, Gusiew, Oziorsk, Krasnoznamiensk i Niestierow (obwód królewiecki)

## Stowarzyszenie „Euroregion Niemen” i jego członkowie
Stowarzyszenie „Euroregion Niemen” jest częścią Związku Transgranicznego EN po stronie polskiej, posiadającą osobowość prawną. Swoim działaniem obejmuje obszar Rzeczypospolitej Polskiej, a w szczególności obszar „Euroregionu Niemen".
Członkiem Stowarzyszenia może być każdy samorząd terytorialny Rzeczypospolitej Polskiej i organizacja pozarządowa prowadząca działalność na terenie RP, która na mocy uchwały właściwych organów wyraziła wolę przystąpienia do Stowarzyszenia.

## Władze Stowarzyszenia
- Konferencja Krajowa – zebranie członków Stowarzyszenia
- Konwent – kieruje całokształtem, o jego składzie decyduje Konferencja Krajowa
- Komisja Rewizyjna[4].